# 1704
Portal Geschichte | Portal Biografien | Aktuelle Ereignisse | Jahreskalender | Tagesartikel

◄ |
17. Jahrhundert |
18. Jahrhundert
| 19. Jahrhundert | ►

◄ |
1670er |
1680er |
1690er |
1700er
| 1710er | 1720er | 1730er | ►

◄◄ |
◄ |
1700 |
1701 |
1702 |
1703 |
1704
| 1705 | 1706 | 1707 | 1708 | ► | ►►
Staatsoberhäupter  · Nekrolog   · Musikjahr
| Januar | Januar | Januar | Januar | Januar | Januar | Januar | Januar |
| Kw     | Mo     | Di     | Mi     | Do     | Fr     | Sa     | So     |
| ------ | ------ | ------ | ------ | ------ | ------ | ------ | ------ |
| 1      |        | 1      | 2      | 3      | 4      | 5      | 6      |
| 2      | 7      | 8      | 9      | 10     | 11     | 12     | 13     |
| 3      | 14     | 15     | 16     | 17     | 18     | 19     | 20     |
| 4      | 21     | 22     | 23     | 24     | 25     | 26     | 27     |
| 5      | 28     | 29     | 30     | 31     |        |        |        |

| Februar | Februar | Februar | Februar | Februar | Februar | Februar | Februar |
| Kw      | Mo      | Di      | Mi      | Do      | Fr      | Sa      | So      |
| ------- | ------- | ------- | ------- | ------- | ------- | ------- | ------- |
| 5       |         |         |         |         | 1       | 2       | 3       |
| 6       | 4       | 5       | 6       | 7       | 8       | 9       | 10      |
| 7       | 11      | 12      | 13      | 14      | 15      | 16      | 17      |
| 8       | 18      | 19      | 20      | 21      | 22      | 23      | 24      |
| 9       | 25      | 26      | 27      | 28      | 29      |         |         |

| März | März | März | März | März | März | März | März |
| Kw   | Mo   | Di   | Mi   | Do   | Fr   | Sa   | So   |
| ---- | ---- | ---- | ---- | ---- | ---- | ---- | ---- |
| 9    |      |      |      |      |      | 1    | 2    |
| 10   | 3    | 4    | 5    | 6    | 7    | 8    | 9    |
| 11   | 10   | 11   | 12   | 13   | 14   | 15   | 16   |
| 12   | 17   | 18   | 19   | 20   | 21   | 22   | 23   |
| 13   | 24   | 25   | 26   | 27   | 28   | 29   | 30   |
| 14   | 31   |      |      |      |      |      |      |

| April | April | April | April | April | April | April | April |
| Kw    | Mo    | Di    | Mi    | Do    | Fr    | Sa    | So    |
| ----- | ----- | ----- | ----- | ----- | ----- | ----- | ----- |
| 14    |       | 1     | 2     | 3     | 4     | 5     | 6     |
| 15    | 7     | 8     | 9     | 10    | 11    | 12    | 13    |
| 16    | 14    | 15    | 16    | 17    | 18    | 19    | 20    |
| 17    | 21    | 22    | 23    | 24    | 25    | 26    | 27    |
| 18    | 28    | 29    | 30    |       |       |       |       |

| Mai | Mai | Mai | Mai | Mai | Mai | Mai | Mai |
| Kw  | Mo  | Di  | Mi  | Do  | Fr  | Sa  | So  |
| --- | --- | --- | --- | --- | --- | --- | --- |
| 18  |     |     |     | 1   | 2   | 3   | 4   |
| 19  | 5   | 6   | 7   | 8   | 9   | 10  | 11  |
| 20  | 12  | 13  | 14  | 15  | 16  | 17  | 18  |
| 21  | 19  | 20  | 21  | 22  | 23  | 24  | 25  |
| 22  | 26  | 27  | 28  | 29  | 30  | 31  |     |

| Juni | Juni | Juni | Juni | Juni | Juni | Juni | Juni |
| Kw   | Mo   | Di   | Mi   | Do   | Fr   | Sa   | So   |
| ---- | ---- | ---- | ---- | ---- | ---- | ---- | ---- |
| 22   |      |      |      |      |      |      | 1    |
| 23   | 2    | 3    | 4    | 5    | 6    | 7    | 8    |
| 24   | 9    | 10   | 11   | 12   | 13   | 14   | 15   |
| 25   | 16   | 17   | 18   | 19   | 20   | 21   | 22   |
| 26   | 23   | 24   | 25   | 26   | 27   | 28   | 29   |
| 27   | 30   |      |      |      |      |      |      |

| Juli | Juli | Juli | Juli | Juli | Juli | Juli | Juli |
| Kw   | Mo   | Di   | Mi   | Do   | Fr   | Sa   | So   |
| ---- | ---- | ---- | ---- | ---- | ---- | ---- | ---- |
| 27   |      | 1    | 2    | 3    | 4    | 5    | 6    |
| 28   | 7    | 8    | 9    | 10   | 11   | 12   | 13   |
| 29   | 14   | 15   | 16   | 17   | 18   | 19   | 20   |
| 30   | 21   | 22   | 23   | 24   | 25   | 26   | 27   |
| 31   | 28   | 29   | 30   | 31   |      |      |      |

| August | August | August | August | August | August | August | August |
| Kw     | Mo     | Di     | Mi     | Do     | Fr     | Sa     | So     |
| ------ | ------ | ------ | ------ | ------ | ------ | ------ | ------ |
| 31     |        |        |        |        | 1      | 2      | 3      |
| 32     | 4      | 5      | 6      | 7      | 8      | 9      | 10     |
| 33     | 11     | 12     | 13     | 14     | 15     | 16     | 17     |
| 34     | 18     | 19     | 20     | 21     | 22     | 23     | 24     |
| 35     | 25     | 26     | 27     | 28     | 29     | 30     | 31     |

| September | September | September | September | September | September | September | September |
| Kw        | Mo        | Di        | Mi        | Do        | Fr        | Sa        | So        |
| --------- | --------- | --------- | --------- | --------- | --------- | --------- | --------- |
| 36        | 1         | 2         | 3         | 4         | 5         | 6         | 7         |
| 37        | 8         | 9         | 10        | 11        | 12        | 13        | 14        |
| 38        | 15        | 16        | 17        | 18        | 19        | 20        | 21        |
| 39        | 22        | 23        | 24        | 25        | 26        | 27        | 28        |
| 40        | 29        | 30        |           |           |           |           |           |

| Oktober | Oktober | Oktober | Oktober | Oktober | Oktober | Oktober | Oktober |
| Kw      | Mo      | Di      | Mi      | Do      | Fr      | Sa      | So      |
| ------- | ------- | ------- | ------- | ------- | ------- | ------- | ------- |
| 40      |         |         | 1       | 2       | 3       | 4       | 5       |
| 41      | 6       | 7       | 8       | 9       | 10      | 11      | 12      |
| 42      | 13      | 14      | 15      | 16      | 17      | 18      | 19      |
| 43      | 20      | 21      | 22      | 23      | 24      | 25      | 26      |
| 44      | 27      | 28      | 29      | 30      | 31      |         |         |

| November | November | November | November | November | November | November | November |
| Kw       | Mo       | Di       | Mi       | Do       | Fr       | Sa       | So       |
| -------- | -------- | -------- | -------- | -------- | -------- | -------- | -------- |
| 44       |          |          |          |          |          | 1        | 2        |
| 45       | 3        | 4        | 5        | 6        | 7        | 8        | 9        |
| 46       | 10       | 11       | 12       | 13       | 14       | 15       | 16       |
| 47       | 17       | 18       | 19       | 20       | 21       | 22       | 23       |
| 48       | 24       | 25       | 26       | 27       | 28       | 29       | 30       |

| Dezember | Dezember | Dezember | Dezember | Dezember | Dezember | Dezember | Dezember |
| Kw       | Mo       | Di       | Mi       | Do       | Fr       | Sa       | So       |
| -------- | -------- | -------- | -------- | -------- | -------- | -------- | -------- |
| 49       | 1        | 2        | 3        | 4        | 5        | 6        | 7        |
| 50       | 8        | 9        | 10       | 11       | 12       | 13       | 14       |
| 51       | 15       | 16       | 17       | 18       | 19       | 20       | 21       |
| 52       | 22       | 23       | 24       | 25       | 26       | 27       | 28       |
| 1        | 29       | 30       | 31       |          |          |          |          |

| Januar | Januar | Januar | Januar | Januar | Januar | Januar | Januar |
| Kw     | Mo     | Di     | Mi     | Do     | Fr     | Sa     | So     |
| ------ | ------ | ------ | ------ | ------ | ------ | ------ | ------ |
| 1      |        | 1      | 2      | 3      | 4      | 5      | 6      |
| 2      | 7      | 8      | 9      | 10     | 11     | 12     | 13     |
| 3      | 14     | 15     | 16     | 17     | 18     | 19     | 20     |
| 4      | 21     | 22     | 23     | 24     | 25     | 26     | 27     |
| 5      | 28     | 29     | 30     | 31     |        |        |        |

| Februar | Februar | Februar | Februar | Februar | Februar | Februar | Februar |
| Kw      | Mo      | Di      | Mi      | Do      | Fr      | Sa      | So      |
| ------- | ------- | ------- | ------- | ------- | ------- | ------- | ------- |
| 5       |         |         |         |         | 1       | 2       | 3       |
| 6       | 4       | 5       | 6       | 7       | 8       | 9       | 10      |
| 7       | 11      | 12      | 13      | 14      | 15      | 16      | 17      |
| 8       | 18      | 19      | 20      | 21      | 22      | 23      | 24      |
| 9       | 25      | 26      | 27      | 28      | 29      |         |         |

| März | März | März | März | März | März | März | März |
| Kw   | Mo   | Di   | Mi   | Do   | Fr   | Sa   | So   |
| ---- | ---- | ---- | ---- | ---- | ---- | ---- | ---- |
| 9    |      |      |      |      |      | 1    | 2    |
| 10   | 3    | 4    | 5    | 6    | 7    | 8    | 9    |
| 11   | 10   | 11   | 12   | 13   | 14   | 15   | 16   |
| 12   | 17   | 18   | 19   | 20   | 21   | 22   | 23   |
| 13   | 24   | 25   | 26   | 27   | 28   | 29   | 30   |
| 14   | 31   |      |      |      |      |      |      |

| April | April | April | April | April | April | April | April |
| Kw    | Mo    | Di    | Mi    | Do    | Fr    | Sa    | So    |
| ----- | ----- | ----- | ----- | ----- | ----- | ----- | ----- |
| 14    |       | 1     | 2     | 3     | 4     | 5     | 6     |
| 15    | 7     | 8     | 9     | 10    | 11    | 12    | 13    |
| 16    | 14    | 15    | 16    | 17    | 18    | 19    | 20    |
| 17    | 21    | 22    | 23    | 24    | 25    | 26    | 27    |
| 18    | 28    | 29    | 30    |       |       |       |       |

| Mai | Mai | Mai | Mai | Mai | Mai | Mai | Mai |
| Kw  | Mo  | Di  | Mi  | Do  | Fr  | Sa  | So  |
| --- | --- | --- | --- | --- | --- | --- | --- |
| 18  |     |     |     | 1   | 2   | 3   | 4   |
| 19  | 5   | 6   | 7   | 8   | 9   | 10  | 11  |
| 20  | 12  | 13  | 14  | 15  | 16  | 17  | 18  |
| 21  | 19  | 20  | 21  | 22  | 23  | 24  | 25  |
| 22  | 26  | 27  | 28  | 29  | 30  | 31  |     |

| Juni | Juni | Juni | Juni | Juni | Juni | Juni | Juni |
| Kw   | Mo   | Di   | Mi   | Do   | Fr   | Sa   | So   |
| ---- | ---- | ---- | ---- | ---- | ---- | ---- | ---- |
| 22   |      |      |      |      |      |      | 1    |
| 23   | 2    | 3    | 4    | 5    | 6    | 7    | 8    |
| 24   | 9    | 10   | 11   | 12   | 13   | 14   | 15   |
| 25   | 16   | 17   | 18   | 19   | 20   | 21   | 22   |
| 26   | 23   | 24   | 25   | 26   | 27   | 28   | 29   |
| 27   | 30   |      |      |      |      |      |      |

| Juli | Juli | Juli | Juli | Juli | Juli | Juli | Juli |
| Kw   | Mo   | Di   | Mi   | Do   | Fr   | Sa   | So   |
| ---- | ---- | ---- | ---- | ---- | ---- | ---- | ---- |
| 27   |      | 1    | 2    | 3    | 4    | 5    | 6    |
| 28   | 7    | 8    | 9    | 10   | 11   | 12   | 13   |
| 29   | 14   | 15   | 16   | 17   | 18   | 19   | 20   |
| 30   | 21   | 22   | 23   | 24   | 25   | 26   | 27   |
| 31   | 28   | 29   | 30   | 31   |      |      |      |

| August | August | August | August | August | August | August | August |
| Kw     | Mo     | Di     | Mi     | Do     | Fr     | Sa     | So     |
| ------ | ------ | ------ | ------ | ------ | ------ | ------ | ------ |
| 31     |        |        |        |        | 1      | 2      | 3      |
| 32     | 4      | 5      | 6      | 7      | 8      | 9      | 10     |
| 33     | 11     | 12     | 13     | 14     | 15     | 16     | 17     |
| 34     | 18     | 19     | 20     | 21     | 22     | 23     | 24     |
| 35     | 25     | 26     | 27     | 28     | 29     | 30     | 31     |

| September | September | September | September | September | September | September | September |
| Kw        | Mo        | Di        | Mi        | Do        | Fr        | Sa        | So        |
| --------- | --------- | --------- | --------- | --------- | --------- | --------- | --------- |
| 36        | 1         | 2         | 3         | 4         | 5         | 6         | 7         |
| 37        | 8         | 9         | 10        | 11        | 12        | 13        | 14        |
| 38        | 15        | 16        | 17        | 18        | 19        | 20        | 21        |
| 39        | 22        | 23        | 24        | 25        | 26        | 27        | 28        |
| 40        | 29        | 30        |           |           |           |           |           |

| Oktober | Oktober | Oktober | Oktober | Oktober | Oktober | Oktober | Oktober |
| Kw      | Mo      | Di      | Mi      | Do      | Fr      | Sa      | So      |
| ------- | ------- | ------- | ------- | ------- | ------- | ------- | ------- |
| 40      |         |         | 1       | 2       | 3       | 4       | 5       |
| 41      | 6       | 7       | 8       | 9       | 10      | 11      | 12      |
| 42      | 13      | 14      | 15      | 16      | 17      | 18      | 19      |
| 43      | 20      | 21      | 22      | 23      | 24      | 25      | 26      |
| 44      | 27      | 28      | 29      | 30      | 31      |         |         |

| November | November | November | November | November | November | November | November |
| Kw       | Mo       | Di       | Mi       | Do       | Fr       | Sa       | So       |
| -------- | -------- | -------- | -------- | -------- | -------- | -------- | -------- |
| 44       |          |          |          |          |          | 1        | 2        |
| 45       | 3        | 4        | 5        | 6        | 7        | 8        | 9        |
| 46       | 10       | 11       | 12       | 13       | 14       | 15       | 16       |
| 47       | 17       | 18       | 19       | 20       | 21       | 22       | 23       |
| 48       | 24       | 25       | 26       | 27       | 28       | 29       | 30       |

| Dezember | Dezember | Dezember | Dezember | Dezember | Dezember | Dezember | Dezember |
| Kw       | Mo       | Di       | Mi       | Do       | Fr       | Sa       | So       |
| -------- | -------- | -------- | -------- | -------- | -------- | -------- | -------- |
| 49       | 1        | 2        | 3        | 4        | 5        | 6        | 7        |
| 50       | 8        | 9        | 10       | 11       | 12       | 13       | 14       |
| 51       | 15       | 16       | 17       | 18       | 19       | 20       | 21       |
| 52       | 22       | 23       | 24       | 25       | 26       | 27       | 28       |
| 1        | 29       | 30       | 31       |          |          |          |          |

## Ereignisse

### Politik und Weltgeschehen

#### Großer Nordischer Krieg

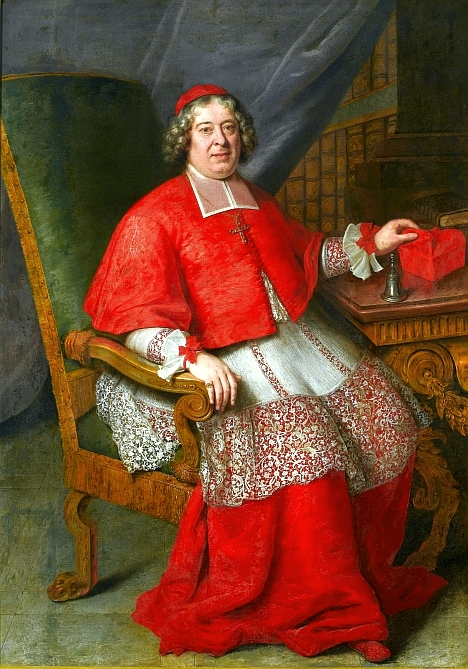
Michael Stephan Kardinal Radziejowski

- 16. Februar: Gegner des polnischen Wahlkönigs August II. unter der Führung von Primas Michael Stephan Radziejowski finden sich in der Konföderation von Warschau zusammen. Sie entthronen den auch Kursachsen regierenden Herrscher und rufen in Polen-Litauen ein Interregnum aus. Kardinal und Primas Radziejowski wird zum Interrex ernannt.
- 16. Mai: Die Festung des Hafens von Kronstadt, ehemals meist eisfreier Ostseehafens Schwedens vor der neu entstandenen Stadt Sankt Petersburg, Kronschlot, wird eröffnet.
- 20. Mai: Polnische Unterstützer des Königs August II. und der Personalunion Sachsen-Polen schließen sich in der Konföderation von Sandomir zusammen. Sie reagieren damit auf die königsfeindliche Konföderation von Warschau. Zum Konföderationsmarschall wird Stanisław Ernest Denhoff ernannt.
- 4. Juni: Die Belagerung von Tartu durch russische Truppen beginnt.
- 27. Juni: Die Belagerung von Narva durch die Russen beginnt, nachdem zuvor ein russisches Armeekorps unter dem Kommando von Feldmarschall Georg Benedikt von Ogilvy von Ingermanland aus zur Eroberung dieser schwedischen Festung in Estland angesetzt worden war. Gleichzeitig stößt eine weitere russische Armee gegen Dorpat vor. Ziel dieser Operationen ist die Einnahme dieser wichtigen Grenzfestungen im Großen Nordischen Krieg, um dadurch das im Vorjahr eroberte Ingermanland mit dem neuen St. Petersburg zu schützen und die Möglichkeit zur Eroberung Livlands zu gewinnen.

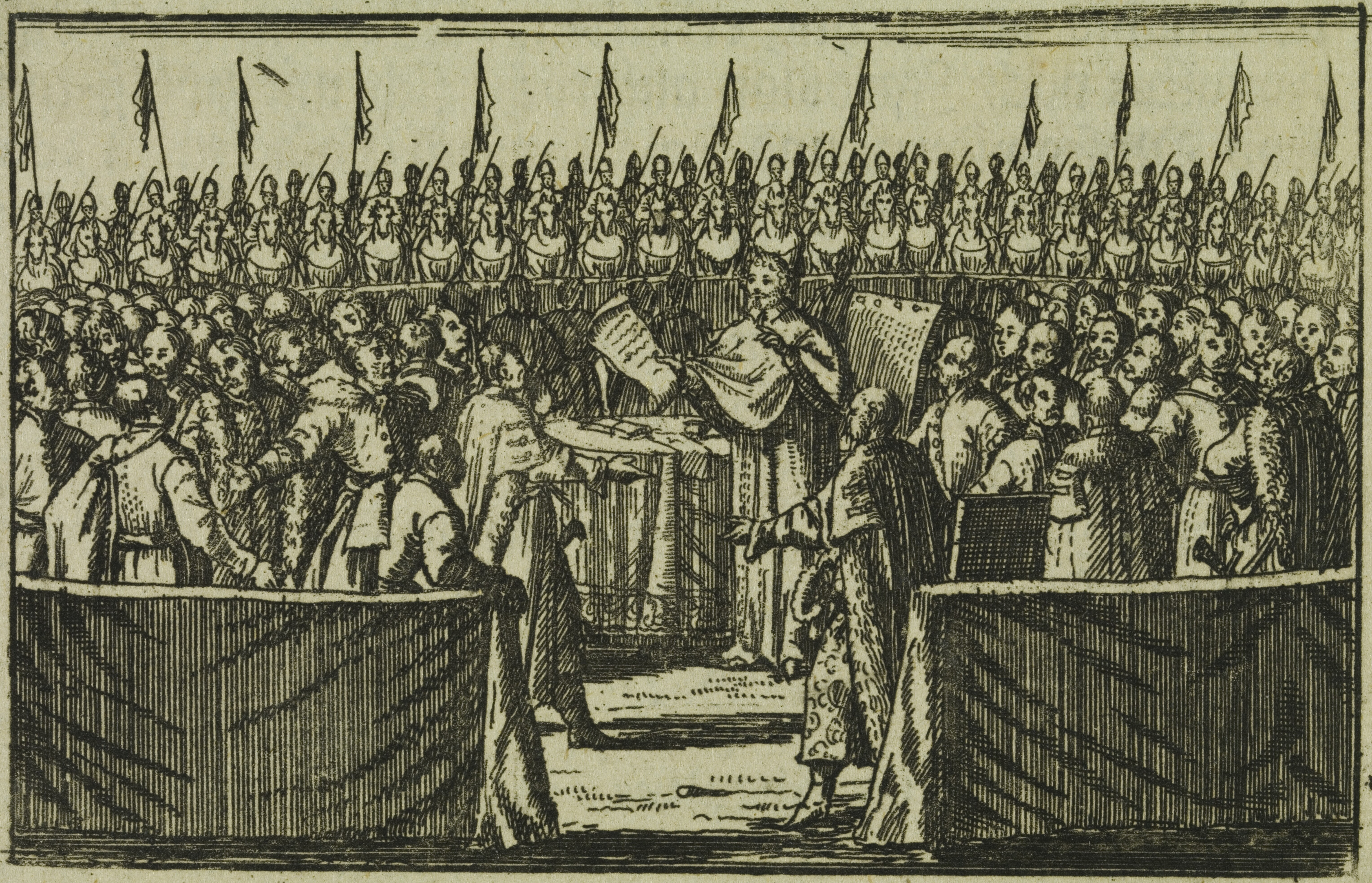
Die Wahl Stanislaus Leszczyńskis

- 12. Juli: Die Konföderation von Warschau erklärt Stanislaus I. Leszczyński zum König von Polen. Sie hat für diesen Schritt Rückendeckung des schwedischen Königs Karl XII. Der Affront gegenüber König August II. löst in der weiteren Folge einen Bürgerkrieg aus.
- 13. Juli: Die Garnison der schwedischen Festung Dorpat (heute Tartu, Estland) ergibt sich nach über einmonatiger Belagerung der russischen Armee unter dem Kommando von Generalfeldmarschall Boris Sheremetew.

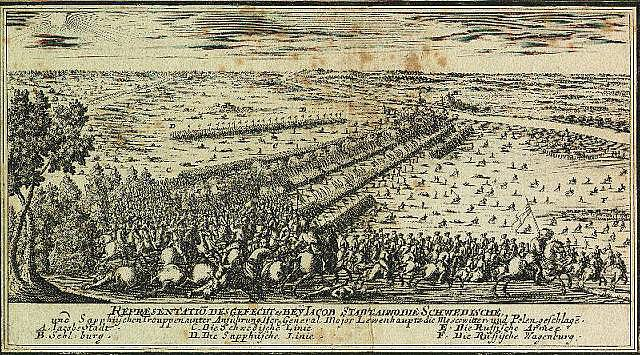
Schlacht bei Jakobstadt

- 26. Juli: Die schwedische Armee unter General Adam Lewenhaupt besiegt lettisch-russische Streitkräfte unter dem Kommando von Großhetman Michał Serwacy Wiśniowiecki in der Schlacht bei Jakobstadt.

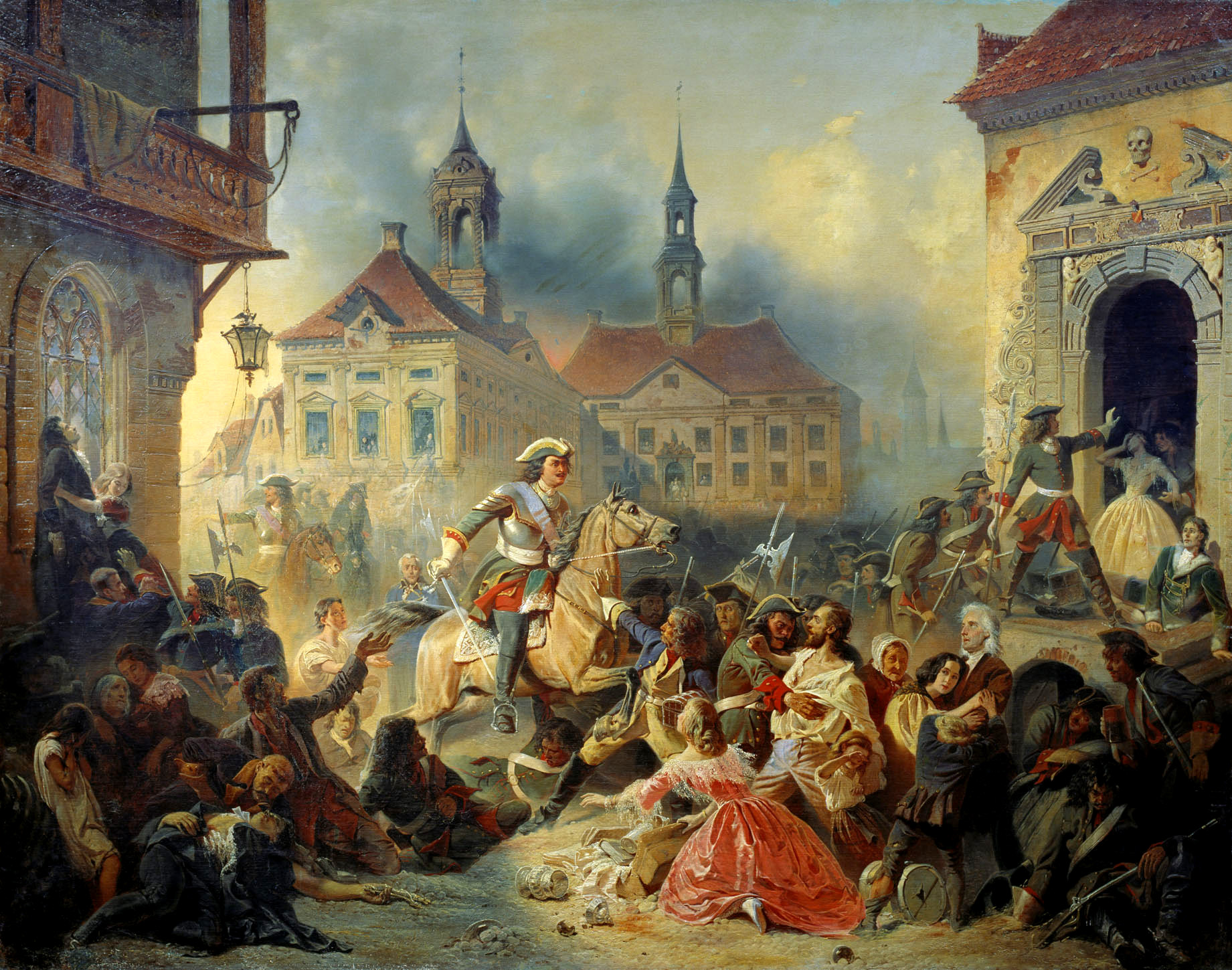
Zar Peter der Große hält seine marodierenden Truppen nach dem Fall von Narva auf

- 9. August: Die Belagerung von Narva endet mit der Besetzung der schwedischen Festung durch russische Truppen unter Feldmarschall Georg Benedikt von Ogilvy und Zar Peter dem Großen.
- August: Russische Truppen unter Oberst Roman von Bruce schlagen einen Angriff auf St. Petersburg von schwedischen Truppen unter dem Befehl von Generalleutnant Georg Johann Maydell zurück.
- 16. August: Die Russen unter dem Befehl von Carl Ewald von Rönne siegen in der Schlacht bei Wesenberg über eine schwedische Armee unter Wolmar Anton von Schlippenbach.
- 30. August: Der sachsentreue polnische Adel schließt mit Russland den Vertrag von Narva als Schutz- und Angriffsbündnis.
- 7. September: Die schwedische Armee, die, kommandiert von König Karl XII., Warschau verlassen hat, erstürmt nach kurzer Belagerung die Stadt Lemberg.
- September: König August II. gelingt die Einnahme von Warschau mit der Unterstützung von russischen Truppen. Der sächsische Kurfürst lässt alle Häuser der Anhänger von Stanislaus plündern und niederbrennen. Danach vereint sich das Heer des polnischen Königs mit dem des sächsischen Generals Johann Matthias von der Schulenburg und fällt in Großpolen ein. Hier werden alle Besitzungen von stanislaustreuen Adeligen geplündert und gebrandschatzt.

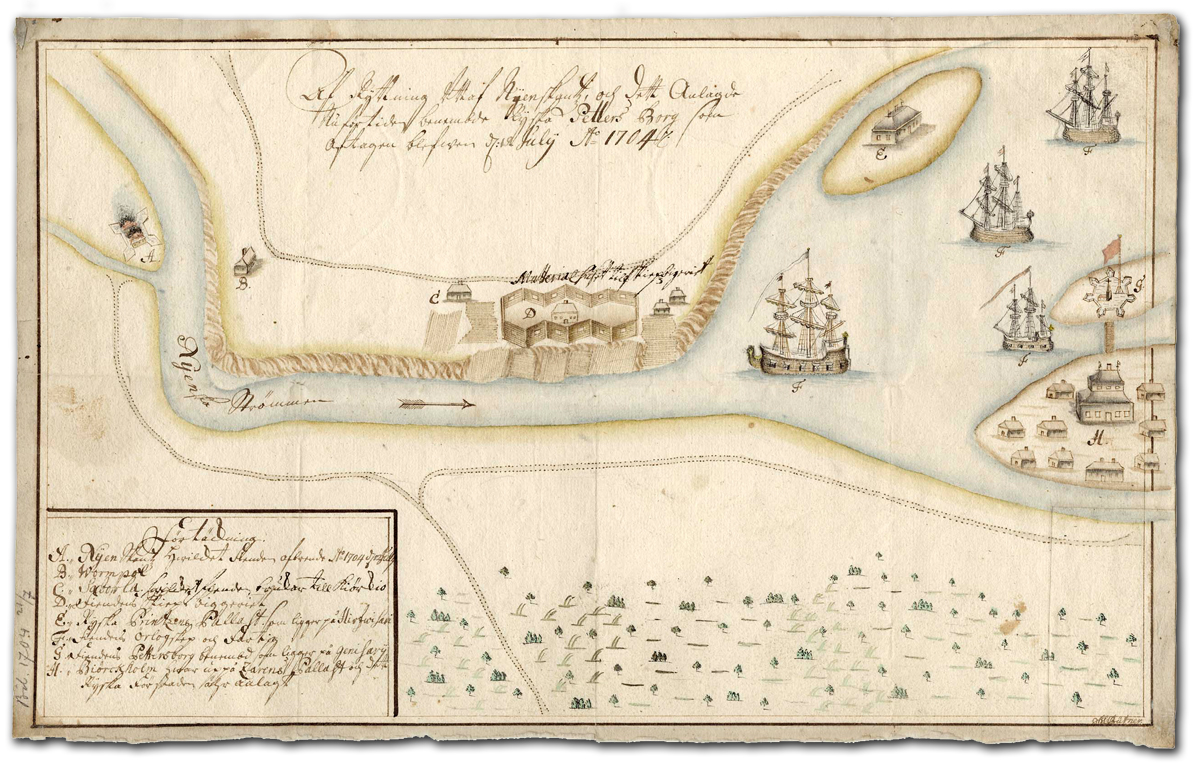
Sankt Petersburg 1704

- 14. Oktober bis 2. November: Russische Truppen unter dem Kommando von Oberst Robert Bruce aus St. Petersburg schlagen einen Angriff schwedischer Truppen unter dem Befehl von Generalleutnant Georg Johann Maydell und unterstützt von einem Marinegeschwader unter Cornelius Anckarstjerna mit Erfolg zurück. Im gleichen Zeitraum gelingt es der schwedischen Garnison unter Arvid Axel Mardefelt, die Belagerung von Posen durch sächsische und russische Einheiten abzuwehren. Die Stadt wird dabei in Brand geschossen und es gelingt den Belagerern, eine Bresche in die Stadtmauern zu schlagen. Erst auf die Nachricht, dass Karl XII. mit einer Armee im Anmarsch sei, ziehen sich die Russen unter Johann Reinhold von Patkul zurück.
- 7. November: Die Schweden unter König Karl XII. siegen in der Schlacht bei Punitz. Die geschlagenen sächsischen Einheiten unter dem Befehl von Johann Matthias von der Schulenburg können sich jedoch über die Oder zurückziehen.
- 9. November: Die Schweden unter Otto Vellingk siegen auch im Gefecht bei Tillendorf über die Russen.

#### Spanischer Erbfolgekrieg
- 28. Januar: Ein plötzlich einfallender Föhn lässt den zugefrorenen Kochelsee und das umliegende Moor auftauen und verhindert so einen Angriff österreichischer Truppen auf das bayerische Kloster Benediktbeuern. Das Ereignis wird später als das Kochelsee-Wunder bezeichnet.
- 9. März: Ein englisch-holländisches Korps unter Meinhard von Schomberg landet in Lissabon, nachdem sich Portugal im Spanischen Erbfolgekrieg den Alliierten angeschlossen hat.
- 2. Juli: Nach der Schlacht am Schellenberg mit bayerischen Truppen kann sich das Heer von John Churchill, 1. Duke of Marlborough, und des badischen Markgrafen Ludwig Wilhelm den strategisch wichtigen Ort Donauwörth sichern und so das Kurfürstentum Bayern militärisch bedrohen.
- 1. bis 4. August: Gibraltar wird von den Briten erobert. Anführer der alliierten Flotte ist Georg von Hessen-Darmstadt.
- 13. August: Eugen von Savoyen und der Herzog von Marlborough besiegen in der Zweiten Schlacht bei Höchstädt die französisch-bayerischen Truppen in Bayern. Der bayerische Kurfürst Maximilian II. Emanuel muss in die Niederlande fliehen.
- 24. August: Die Schlacht bei Vélez-Málaga endet mit einem strategischen Sieg der Niederländisch-Englischen Flotte über französische Kriegsschiffe. Die Auseinandersetzung wird als größte Seeschlacht im Spanischen Erbfolgekrieg angesehen.
- 7. November: Im Vertrag von Ilbesheim zwischen Österreich und Bayern verliert das Kurfürstentum seine Unabhängigkeit und wird in Fremdverwaltung genommen.

#### Heiliges Römisches Reich

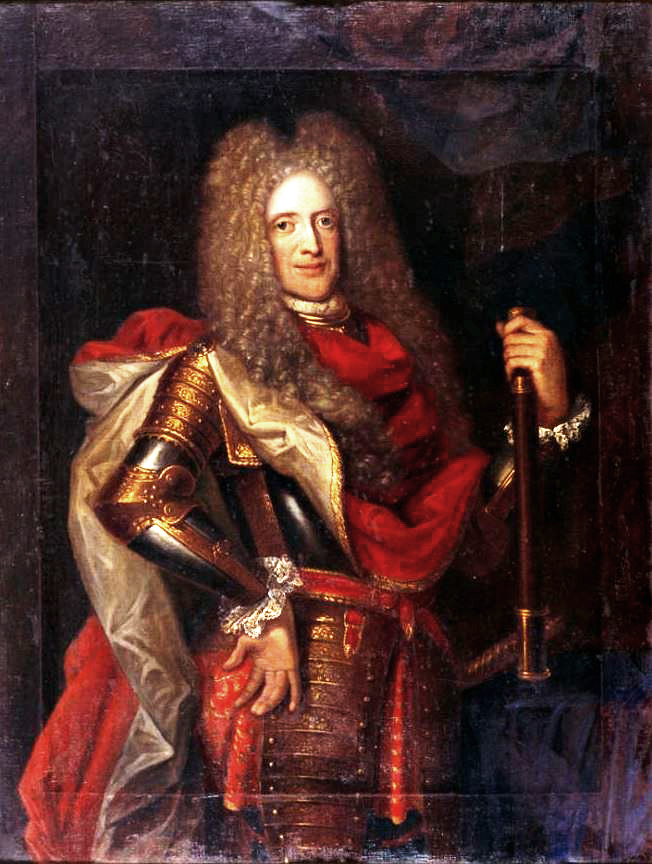
Anton Ulrich von Braunschweig-Wolfenbüttel

- 26. Januar: Durch den Tod seines Bruders Rudolf August wird Anton Ulrich Alleinherrscher im Herzogtum Braunschweig-Wolfenbüttel.

#### Frankreich
- April: Marschall Montrevel wird im Kampf gegen die von England und den Niederlanden unterstützten aufständischen Kamisarden in den Cevennen von Claude-Louis-Hector de Villars abgelöst. Dieser verkündet eine Amnestie für alle diejenigen, die ihre Waffen niederlegen. Jean Cavalier, der Anführer der Aufständischen, schließt daraufhin einen Vergleich mit Villars und tritt als Oberst in den Dienst des französischen Heeres. Andere Kamisarden führen den Kampf fort, werden aber bis Jahresende besiegt.

### Wirtschaft

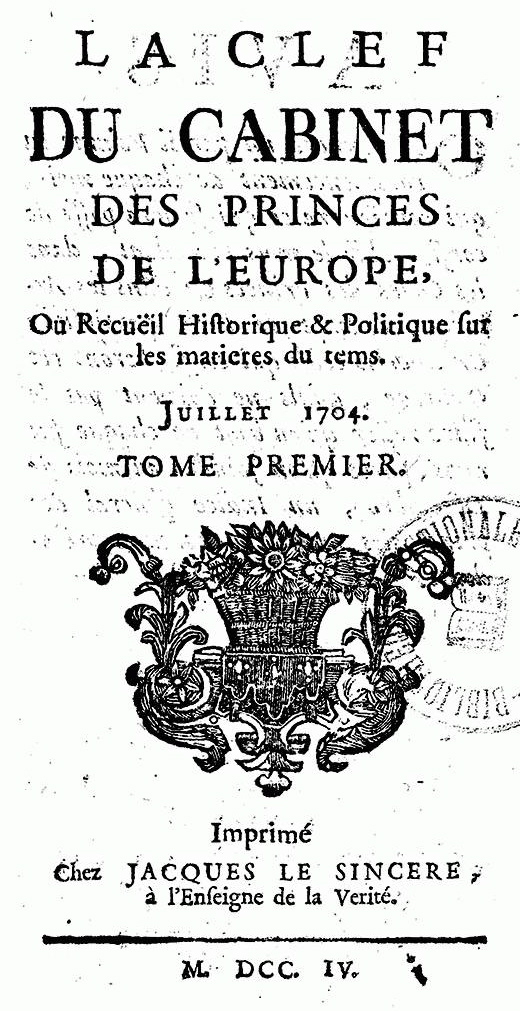
Titel der ersten Nummer

- 1. Juli: Im Herzogtum Luxemburg erscheint die erste Ausgabe der Zeitschrift La Clef du cabinet des princes de l’Europe, die von nun an monatlich erscheint.
- Im Zarentum Russland wird ein neuer Silberrubel herausgegeben, der im Rau- (circa 28 g) und im Feingewicht (circa 25 g) an die westeuropäischen Talermünzen angepasst wurde, so dass der internationale Zahlungsverkehr wesentlich erleichtert wird.
- Die erste regelmäßig erscheinende Wochenzeitschrift The Review wird gegründet.

### Wissenschaft und Technik
- Im Verlag von Johann Friedrich Gleditsch in Leipzig erscheint die erste Auflage eines Nachschlagewerkes mit dem Namen Reales Staats- und Zeitungs-Lexicon.
- In Zürich erscheint die erste Auflage der Memorabilia Tigurina.

### Kultur
- 23. April: Unter Fürstabt Adalbert von Schleifras beginnt im Kloster Fulda der Bau des Fuldaer Doms. Obwohl nach dem Urteil des für den Neubau verantwortlichen Baumeisters Johann Dientzenhofer eine Restaurierung und Barockisierung des vorhandenen Baus möglich gewesen wäre, erfolgt ein Teilabriss der alten Ratgar-Basilika, auf der der Neubau im barocken Stil errichtet wird.
- 20. Oktober: Die Uraufführung der Oper Die unglückselige Cleopatra, Königin von Egypten oder Die betrogene Staats-Liebe von Johann Mattheson auf das Libretto von Friedrich Christian Feustking findet am Theater am Gänsemarkt in Hamburg statt.
- Nach 19 Jahren Bauzeit wird unter Abt Albert Hausner die Stiftsbasilika in Waldsassen vollendet und von Weihbischof Franz Ferdinand von Rummel geweiht. Bedeutende Kirchenbaumeister wie Georg Dientzenhofer und Abraham Leuthner haben an der barocken Basilika gebaut.

### Gesellschaft

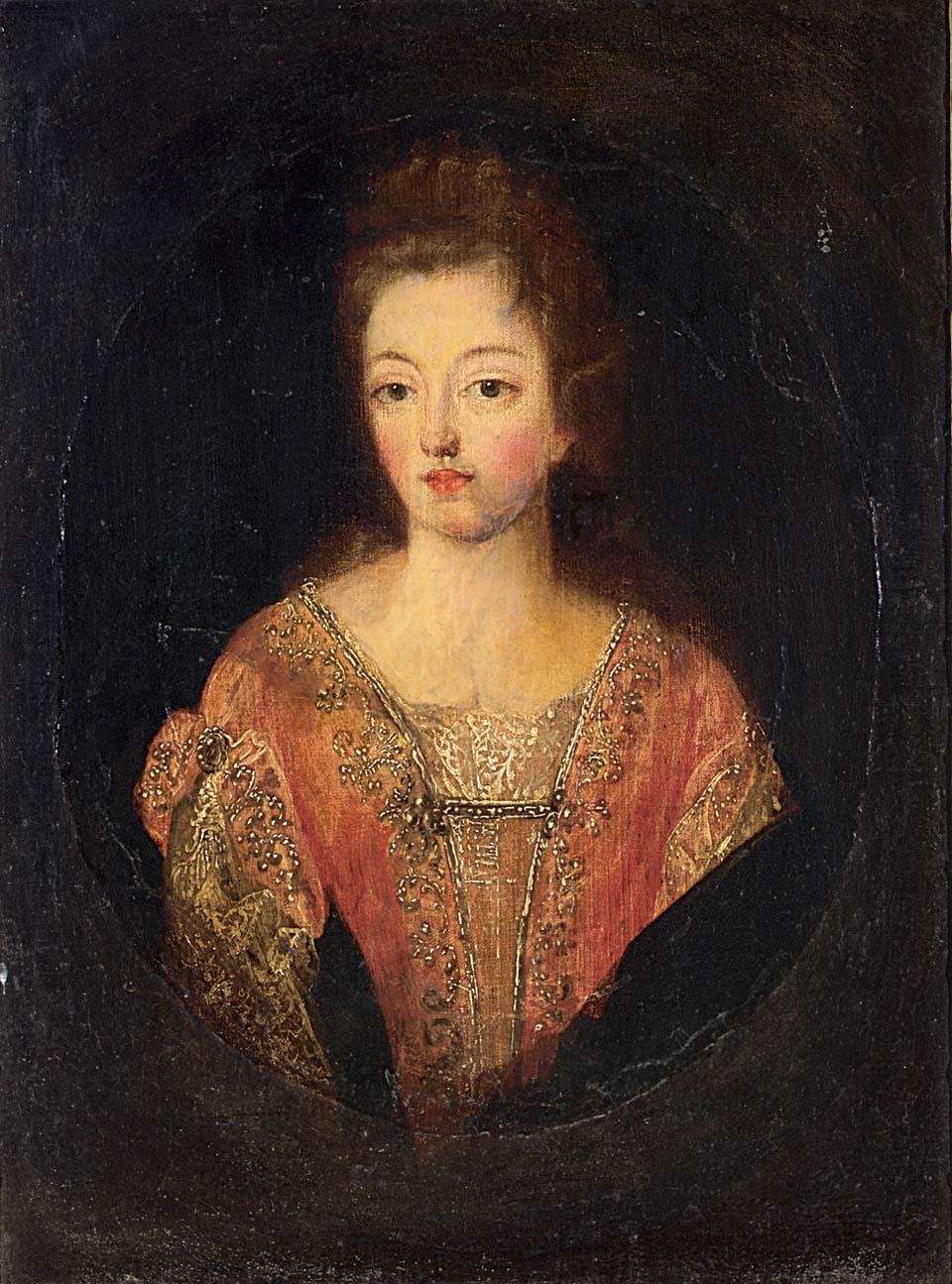
Sophia Albertine von Erbach-Erbach, Herzogin von Sachsen-Hildburghausen

- 4. Februar: Herzog Ernst Friedrich I. von Sachsen-Hildburghausen heiratet in Erbach Sophia Albertine von Erbach-Erbach.
- 24. Juni: Herzog Johann Georg von Sachsen-Weißenfels stiftet den Orden der edlen Leidenschaft. Stiftungsanlass ist die Amtsübernahme auf dem Reichstag für das Fürstentum Querfurt. Der Sinn des Ordens, mit dem adlige Männer bedacht werden sollen, ist die Förderung wahrer Tugend und Ehre und Bewahrung der Sprache.
- Oktober: Der schottische Seemann Alexander Selkirk wird alleine auf der zum Juan-Fernández-Archipel gehörenden unbewohnten Insel Más a Tierra zurückgelassen. Sein Schicksal wird Vorbild für den Roman Robinson Crusoe von Daniel Defoe.
- Ende des Jahres: Johann Sebastian Bach lernt in Arnstadt seine entfernte Cousine Maria Barbara Bach kennen.
- Der zehnjährige François-Marie Arouet besucht als Internatsschüler das Jesuitenkolleg Louis-le-Grand.

### Religion
- Der dänische König Friedrich IV. beschließt, in der südostindischen Handelskolonie Tranquebar eine Überseemission zu gründen.

## Geboren

### Erstes Halbjahr
- 05. Januar: Johann Ernst Döring, deutscher Orgelbauer († 1787)
- 14. Januar: Giovanni Domenico Barbieri, aus Graubünden stammender, im Fürstbistum Eichstätt tätiger Baumeister († 1764)
- 23. Januar: Johann Jacob Haid, deutscher Kupferstecher, Schabkünstler, Porträtmaler und Verleger († 1767)
- 05. Februar: Anna Christine Luise, Pfalzgräfin von Sulzbach, Herzogin von Savoyen und Kronprinzessin von Sardinien-Piemont († 1723)
- 11. Februar: Francesco Pozzi, Schweizer Stuckateur († 1789)
- 13. Februar: Johann Josef Kittel, böhmischer Arzt († 1783)
- 14. Februar: Iwan Iwanowitsch Bezkoi, Schulreformer, Berater für Bildung und Präsident der Russischen Kunstakademie († 1795)
- 17. Februar: Johann August von Sachsen-Gotha-Altenburg, deutscher Adeliger und Reichsgeneralfeldmarschall († 1767)
- 27. Februar: Johann Gottfried Höre, deutscher Pädagoge († 1778)
- 28. Februar: Hans Hermann von Katte, Leutnant der preußischen Armee und Jugendfreund Friedrichs II. († 1730)
- 13. März: Johann Martin Wenck, deutscher Lehrer und Bibliothekar († 1761)
- 25. März: Carl Heinrich von Peistel, deutscher Hymnograph und Pietist († 1782)
- 01. April: Amalie Sophie von Wallmoden, deutsche Adelige und Mätresse des britischen Königs George II. († 1765)
- 17. April: Andrija Kačić Miošić, kroatischer Franziskaner und Dichter († 1760)
- 03. Mai: Johann Gottfried Teske, deutscher Physiker († 1772)
- 16. Mai: Johann Joachim Gottlob am Ende, deutscher Theologe und Lehrer († 1777)
- 04. Juni: Benjamin Huntsman, englischer Uhrmacher und Erfinder († 1776)
- 11. Juni: José Antonio Carlos de Seixas, portugiesischer Komponist und Cembalist († 1742)
- 24. Juni: Johann Georg Platzer, Tiroler Barockmaler († 1761)

### Zweites Halbjahr
- 31. Juli: Gabriel Cramer, Schweizer Mathematiker († 1752)
- 02. August: Maria Caroline Charlotte von Ingenheim, bayerische Adelige und kaiserliche Mätresse († 1749)
- 12. August: Karoline von Nassau-Saarbrücken, Pfalzgräfin und Herzogin von Pfalz-Zweibrücken († 1774)
- 21. August: Johann Georg von Sachsen, kursächsischer General und Gouverneur von Dresden († 1774)
- 05. September: Maurice Quentin de La Tour, französischer Pastell-Porträtmaler († 1788)
- 16. September: Louis de Jaucourt, französischer Arzt, Schriftsteller und Gelehrter († 1779)
- 24. September: Karl August Friedrich, Fürst von Waldeck-Pyrmont († 1763)
- 02. Oktober: František Ignác Tůma, tschechischer Komponist († 1774)
- 26. Oktober: Johannes Oosterdijk Schacht, niederländischer Mediziner († 1792)
- vor dem 29. Oktober: John Byng, britischer Admiral und Politiker († 1757)
- 29. Oktober: Johann Karl Chotek von Chotkow, böhmisch-österreichischer Hofkanzler († 1787)
- 01. November: Paul Daniel Longolius, deutscher Enzyklopädist († 1779)
- 04. November: Andreas Jäger, deutscher Orgelbauer († 1773)
- 06. November: Wilhelm Bentinck, deutscher Reichsgraf und Diplomat niederländisch-englischer Herkunft († 1774)
- 10. November: Auguste von Baden-Baden, Herzogin von Orléans († 1726)
- 13. November: Paul Wilhelm Schmid, deutscher Rechtswissenschaftler († 1763)
- 24. November: Charlotte Wilhelmine von Anhalt-Bernburg-Schaumburg-Hoym, paragierte Landgräfin von Hessen-Philippsthal-Barchfeld († 1766)
- 24. November: Ebba Margaretha De la Gardie, schwedische Gräfin († 1775)
- 16. Dezember: Ludolph Lafontaine, deutscher Freimaurer, Porträtist, Miniatur- und Hofmaler († 1774)
- 24. Dezember: Pedro Vicente Maldonado, ecuadorianischer Kartograf und Universalgelehrter († 1748)

### Genaues Geburtsdatum unbekannt
- Eugene Aram, britischer Philologe und Mörder († 1759)
- Franz Anton Baumann, österreichischer Kirchenmusiker und Komponist († 1750)
- Moses Browne, englischer Dichter, Schriftsteller, Übersetzer und Kleriker († 1787)
- Carl Heinrich Graun, deutscher Komponist und Sänger († 1759)
- Charles Knowles, britischer Admiral († 1777)
- Marijona Kosakovskienė, litauische Landgräfin († 1776)
- Isaac Lawson, schottischer Arzt und Mineraloge († 1747)
- Na’od II., Negus negest von Äthiopien († 1722)
- Tahmasp II., Schah der Safawiden-Dynastie im Iran († 1740)

### Geboren um 1704
- Martin Hannibal, deutscher Münz-Stempelschneider und Medailleur († 1766)
- Gottfried Sellius, deutscher Jurist, Naturforscher und Übersetzer († 1767)

## Gestorben

### Erstes Quartal
- 08. Januar: Lorenzo Bellini, italienischer Anatom (* 1643)
- 13. Januar: Hans Jakob Gessner, Schweizer evangelischer Geistlicher (* 1639)
- 26. Januar: Rudolf August, Fürst von Braunschweig-Wolfenbüttel (* 1627)
- 31. Januar: Christian Andreas Siber, deutscher Pädagoge und lutherischer Theologe (* 1662)
- 02. Februar: Guillaume Francois Antoine l’Hospital, französischer Mathematiker (* 1661)
- 03. Februar: Antonio Molinari, italienischer Maler und Graphiker (* 1655)
- 08. Februar: Philipp Jeningen, Jesuit, Volksmissionar und Mystiker (* 1642)
- 13. Februar: Franz Kaspar von Stadion, Fürstbischof von Lavant (* 1637)
- 18. Februar: Johann Philipp von Arco, kaiserlicher Feldmarschall-Leutnant (* 1652)
- 21. Februar: Johann Karl, Pfalzgraf bei Rhein, Herzog in Baiern, von Zweibrücken-Birkenfeld zu Gelnhausen, Graf zu Veldenz und zu Sponheim (* 1638)
- 23. Februar: Georg Muffat, französischer Musiker und Komponist (* 1653)
- 24. Februar: Marc-Antoine Charpentier, französischer Komponist zur Zeit des Sonnenkönigs Louis XIV. (* 1643)
- 25. Februar: Isabella Leonarda, italienische Nonne und Komponistin (* 1620)
- 26. Februar: Kandidus Pfister, Abt des Zisterzienserklosters in Ebrach
- 01. März: Joseph Parrocel, französischer Maler (* 1646)
- 19. März: Imbert Rollaz du Rosey, preußischer Generalmajor (* 1640)
- 000März: John Gadbury, englischer Astrologe (* 1627)

### Zweites Quartal
- 05. April: Christian Ulrich I., Herzog von Württemberg-Oels (* 1652)
- 08. April: Hiob Ludolf, Begründer der Äthiopistik (* 1624)
- 10. April: Wilhelm Egon von Fürstenberg-Heiligenberg, Bischof von Straßburg und Premierminister von Kurköln (* 1629)
- 12. April: Jacques Bénigne Bossuet, französischer Bischof und Autor (* 1627)
- 14. April: Johann Adolf von Fürstenberg, Dompropst von Münster und Paderborn (* 1631)
- 17. April: Ulrich Friedrich Gyldenlöwe, dänischer Statthalter in Norwegen (* 1638)
- 20. April: Agnes Block, niederländische Mennonitin, Mäzenin und Sammlerin (* 1629)
- 03. Mai: Heinrich Ignaz Franz Biber, böhmischer Geiger und Komponist (* 1644)
- 03. Mai: Estephane Boutros El Douaihy, maronitischer Patriarch (* 1630)
- 10. Mai: Ezéchiel de Mélac, französischer Offizier (* um 1630)
- 21. Mai: Heinrich Elmenhorst, deutscher Theologe, Kirchenlieddichter und Librettist (* 1632)
- 21. Mai: Hermann Werner von Wolff-Metternich zur Gracht, Fürstbischof von Paderborn (* 1625)
- 24. Mai: Karl Dankwart, schwedisch-deutscher Kirchenmaler
- 29. Mai: Johann Schadowitz, kroatischer Reiter, historisches Vorbild für die sorbische Sagengestalt Krabat (* 1624)
- 30. Mai: Emanuel Lebrecht, Fürst von Anhalt-Köthen (* 1671)
- 11. Juni: Johann Ulrich Mayr, deutscher Maler (* 1630)
- 16. Juni: Georg Franck von Franckenau, deutscher Mediziner und Botaniker (* 1644)
- 24. Juni: Anna Dorothea von Sachsen-Weimar, Äbtissin des Reichsstifts Quedlinburg (* 1657)
- 27. Juni: Jakob Potma, bayerischer Hofmaler und Kammerdiener
- 27. Juni: Elisabeth Helene von Vieregg, deutsche Adelige, Mätresse des dänisch-norwegischen Königs Friedrich IV. (* 1679)

### Drittes Quartal
- 02. Juli: Johann Adolf, Herzog von Schleswig-Holstein-Sonderburg-Plön (* 1634)
- 02. Juli: August Ferdinand, Herzog von Braunschweig und Lüneburg (* 1677)
- 06. Juli: Hieronymus Dürer, deutscher Schriftsteller und Theologe (* 1641)
- 09. Juli: Hermann Otto II. von Limburg-Styrum, kaiserlicher Generalfeldmarschall (* 1646)
- 11. Juli: Marcus Conrad Dietze, deutscher Architekt und Bildhauer (* 1658)
- 14. Juli: Sofia Alexejewna, Regentin von Russland (* 1657)
- 18. Juli: Benjamin Keach, englischer baptistischer Evangelist, Pastor, Liederdichter und Autor (* 1640)
- 24. Juli: Honorius Aigner, österreichischer Benediktiner und Abt des Klosters Kremsmünster (* 1651)
- 07. August: Paul von Fuchs, brandenburgisch-preußischer Minister (* 1640)
- 15. August: Dominicus Bassus, schweizerisch-deutscher Jurist (* 1643)
- 19. August: Jane Leade, englische christliche Mystikerin und Autorin (* 1623)
- 24. August: Ludolf Hugo, deutscher Jurist und Politiker (* 1632)
- 04. September: Anthonius Lucius, deutscher Rechtswissenschaftler (* 1635)
- 06. September: Francesco Provenzale, neapolitanischer Komponist (* 1624)
- 20. September: Barbara Dietrich, Opfer der Hexenverfolgung in Ingolstadt (* 1680)
- 21. September: Maria Antonia Scalera Stellini, italienische Dichterin und Dramatikerin (* 1634)
- 28. September: Jacob Henning, deutscher evangelischer Theologe (* 1633)

### Viertes Quartal
- 01. Oktober: Cornelis Dusart, niederländischer Maler (* 1660)
- 03. Oktober: Jean-Baptiste Denis, französischer Arzt, Hofarzt Ludwigs XIV. (* um 1640)
- 07. Oktober: Cyriakus Günther, Kirchenlieddichter (* 1650)
- 08. Oktober: Mukai Kyorai, japanischer Dichter (* 1651)
- 12. Oktober: Hieronymus von Dorne, Bürgermeister von Lübeck (* 1646)
- 12. Oktober: Jacques-Henri de Durfort, duc de Duras, Marschall von Frankreich (* 1625)

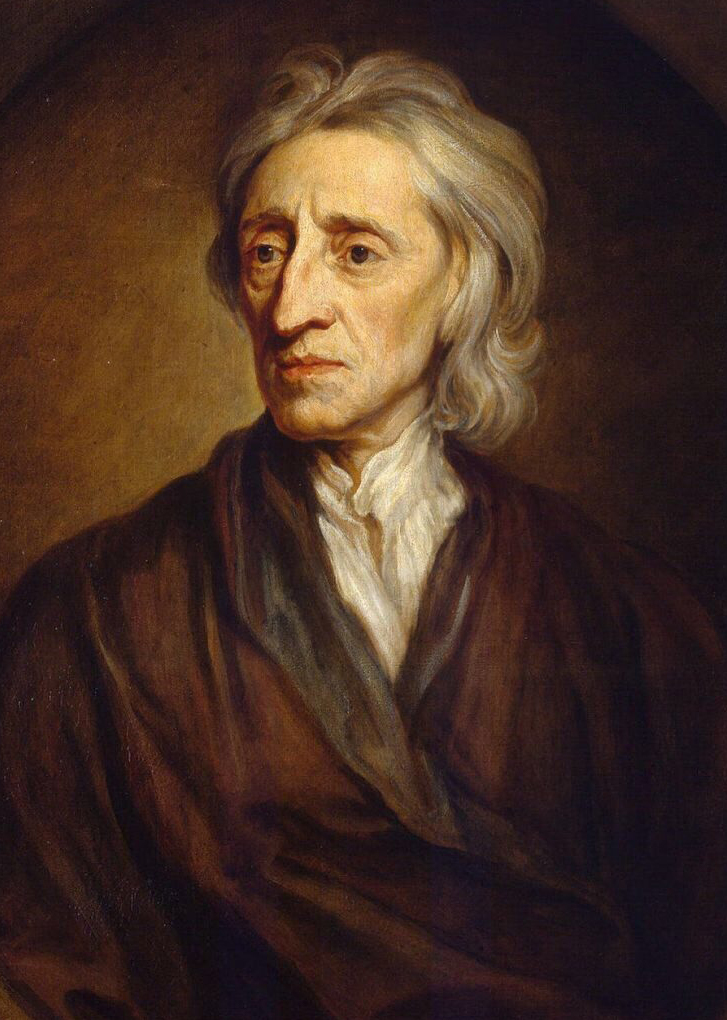
John Locke, 1697

- 28. Oktober: John Locke, englischer Arzt und Philosoph (* 1632)
- 30. Oktober: Friederike Amalie von Dänemark, Herzogin von Schleswig-Holstein-Gottorf (* 1649)
- 01. November: Johann Ludwig I., Fürst von Anhalt-Zerbst (* 1656)
- 04. November: Andreas Acoluthus, deutscher Orientalist und Sprachforscher (* 1654)
- 11. November: Johann Georg Knoll, deutscher Architekt und Baumeister (* um 1644)
- 16. November: Friedrich von der Asseburg, Ritter des Deutschen Ordens
- 20. November: Charles Plumier, französischer Botaniker (* 1646)
- 28. November: Magdalena Claudia von Pfalz-Zweibrücken-Birkenfeld, Gräfin von Hanau-Münzenberg (* 1668)
- 01. Dezember: Joan Huydecoper van Maarsseveen, Regent und Bürgermeister von Amsterdam (* 1625)
- 06. Dezember: Johann Martin von Eyb, Fürstbischof von Eichstätt (* 1630)
- 09. Dezember: Johann Rudolf von Wämpl, kurfürstlich bayerischer Geheimer Ratskanzler und Konferenzrat (* 1638)
- 11. Dezember: Roger L’Estrange, englischer Verfasser von Flugblättern, Autor und ergebener Verteidiger des Königtums (* 1616)
- 22. Dezember: Paolo Boccone, italienischer Arzt und Botaniker (* 1633)
- 27. Dezember: Hans Albrecht von Barfus, kurbrandenburgisch-preußischer Generalfeldmarschall (* 1635)

### Genaues Todesdatum unbekannt
- Basile de Glemona, italienischer Missionar in China (* 1648)
- Leonhard Heckenauer, deutscher Kupferstecher (* 1658)
- Egbert van Heemskerk II, niederländischer Maler und Zeichner (* um 1634/35 oder 1645)
- Johann Heiss, deutscher Maler (* 1640)
- Johann Adolph Höltich, Stadtschreiber in Mölln und Jurist zu Lübeck (* 1641)
- Gottfried Keller, deutsch-englischer Musiker und Komponist (* um 1650)
- Elias Loccelius, brandenburgischer Chronist (* 1621)
- Mustafa II., Sultan des Osmanischen Reiches (* 1664)
- Wouter Schouten, niederländischer Schiffsarzt und Autor (* 1638)
- Johann Christoph Sebastiani, deutscher Architekt und Hofbaumeister in Trier (* 1640)
- Selim I. Giray, Khan der Krim (* vor 1671)